# Wärmeleitung

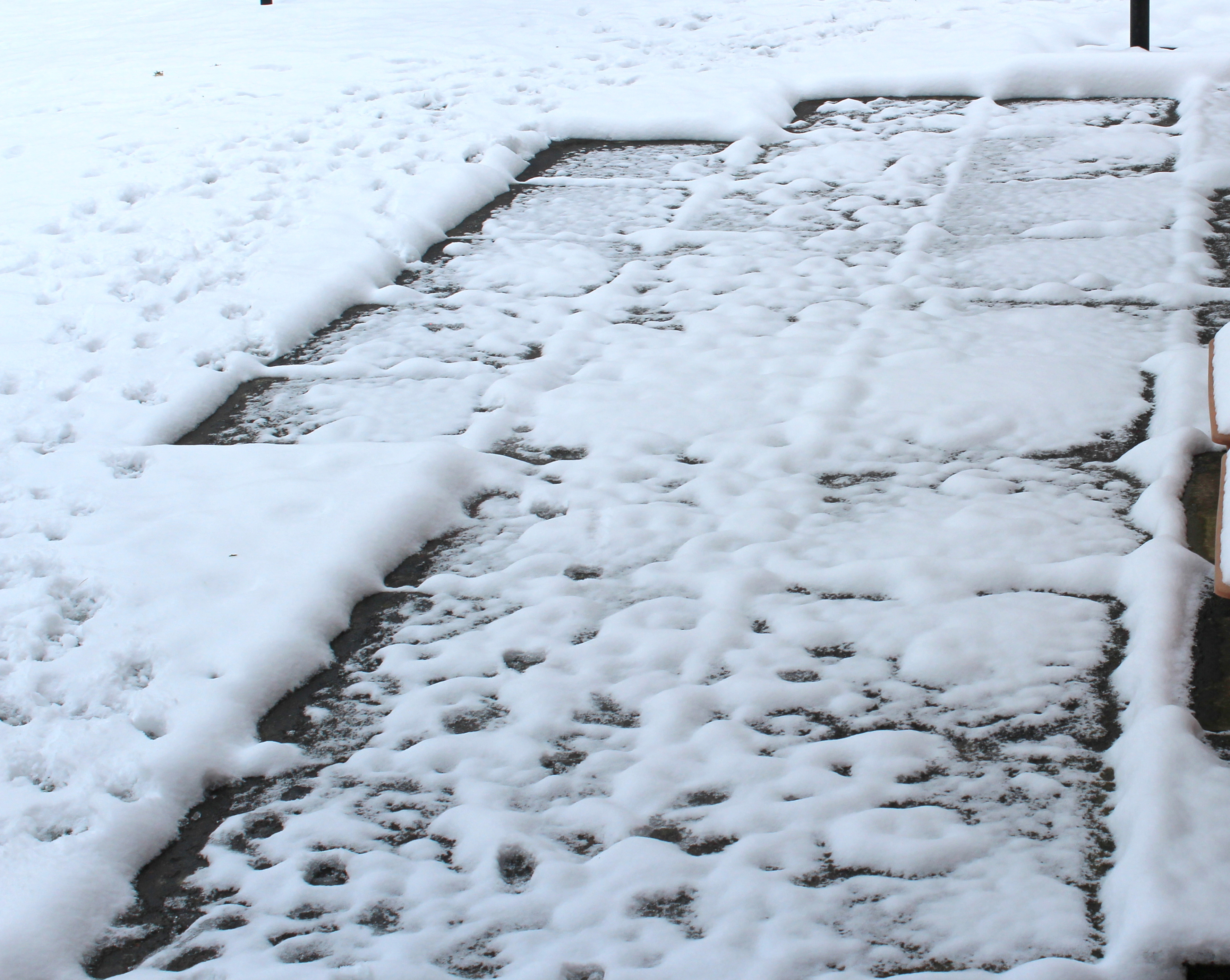
Dass die Pflastersteine im Vergleich zum Gras sowohl höhere Wärmeleitfähigkeit als auch eine größere Wärmekapazität besitzen, wird durch den hier schneller schmelzenden Schnee sichtbar.

Wärmeleitung – auch Wärmediffusion oder Konduktion genannt – ist ein Mechanismus zum Transport von thermischer Energie. Wärme fließt dabei – gemäß dem zweiten Hauptsatz der Thermodynamik – immer nur in Richtung geringerer Temperatur. Dabei geht keine Wärmeenergie verloren; es gilt der Energieerhaltungssatz.
In der Physik wird unter Wärmeleitung der Wärmefluss in oder zwischen einem Feststoff, einem Fluid oder einem Gas infolge eines Temperaturunterschiedes verstanden. Ein Maß für die Wärmeleitung in einem bestimmten Stoff ist die Wärmeleitfähigkeit. Zur Berechnung von Wärmeleitung kann oft die Analogie zum elektrischen Strom verwendet werden, siehe Wärmewiderstand. Dann sind Wärmeleitfähigkeits- und Temperaturberechnungen mit den Methoden der Elektrotechnik möglich.
Weitere Mechanismen zum Transport von thermischer Energie sind Konvektion und Wärmestrahlung.

## Wärmestrom, Fouriersches Gesetz

Wandstück der Fläche und der Dicke. ist die Temperatur der wärmeren Wandoberfläche; ist die Temperatur der kälteren Wandoberfläche

Die durch Wärmeleitung übertragene Wärmeleistung {\displaystyle {\dot {Q}}} wird durch das Fouriersche Gesetz (1822, nach Jean Baptiste Joseph Fourier) beschrieben, das für den vereinfachten Fall eines festen Körpers mit zwei parallelen Wandflächen lautet:
{\displaystyle {\dot {Q}}=\lambda \cdot A\cdot {\frac {T_{W_{1}}-T_{W_{2}}}{d}}}
Einheit für {\displaystyle {\dot {Q}}} ist Watt (W)
Hierbei stehen die einzelnen Formelzeichen für folgende Größen:
- {\displaystyle T_{W_{1}}}: Temperatur der wärmeren Wandoberfläche
- {\displaystyle T_{W_{2}}}: Temperatur der kälteren Wandoberfläche
- {\displaystyle A}: Fläche, durch die die Wärme strömt
- {\displaystyle \lambda }: Wärmeleitfähigkeit (temperaturabhängige Stoffgröße)
- {\displaystyle d}: Dicke des Körpers, gemessen von Wand zu Wand

Die übertragene Wärmeleistung ist also
- proportional zu Fläche, Wärmeleitfähigkeit und Temperaturdifferenz sowie
- umgekehrt proportional zur Materialdicke

Aus heutiger Sicht wird der Wärmetransport durch den schärferen Begriff der Wärmestromdichte {\displaystyle {\vec {q}}} beschrieben. Die Ansätze dazu gehen wieder auf Fourier und Newton zurück. Es gilt folgender Zusammenhang mit dem Temperaturgradienten:
{\displaystyle {\vec {\dot {q}}}=-\lambda \,\operatorname {grad} \,T}

## Wärmeleitungsgleichung
Mathematisch wird das Phänomen „Wärmeleitung“ durch eine partielle Differentialgleichung beschrieben.
Sie hat eine parabolische Charakteristik. In ihrer allgemeinen Form kann diese partielle Differentialgleichung in folgender Form angegeben werden:
{\displaystyle {\frac {\partial u({\vec {r}},t)}{\partial t}}=a\,\Delta u({\vec {r}},t)}
wobei {\displaystyle u({\vec {r}},t)} die Temperatur an der Stelle {\displaystyle {\vec {r}}} zum Zeitpunkt {\displaystyle t}, {\displaystyle \Delta } der Laplace-Operator bezüglich {\displaystyle {\vec {r}}} und die Konstante {\displaystyle a>0} die Temperaturleitfähigkeit des Mediums ist.
Spezialisiert man diese Gleichung auf die sogenannte Wärmeleitungsgleichung, muss einschränkend bemerkt werden, dass diese Form der Wärmeleitungsgleichung nur für homogene, isotrope Medien gilt. Also nur für Medien, die überall gleiche Zusammensetzung haben und die keine Vorzugsorientierung aufweisen (zu Vorzugsorientierungen kommt es zum Beispiel durch Fasern in Verbundmaterialien, aber auch durch sogenannte Kornstreckungen in gewalzten Blechen etc.). Für diese Fälle – und nur für diese – können die Materialeigenschaften des betrachteten Mediums als ausschließlich von der Temperatur abhängige Größen angenommen werden. Streng genommen gilt die so formulierte Gleichung auch nur dann, wenn keine Wärme durch Fremdeffekte in den betrachteten Körper eingebracht oder aus ihm entfernt wird. Ist das der Fall, müsste ein sogenannter Quellterm hinzugefügt werden. Unter diesen Einschränkungen gilt dann folgende Form der Wärmeleitungsgleichung:
{\displaystyle {\frac {\partial T({\vec {r}},t)}{\partial t}}=a(T)\,\cdot \Delta T({\vec {r}},t)}
Die Differentialgleichung beschreibt generell Transportprozesse (wie zum Beispiel Diffusionsprozesse – worunter man einen Materialtransport auf Grund eines Konzentrationsunterschiedes versteht, oder im Fall der Wärmeleitungsgleichung eben ein „Wandern“ der Temperaturverteilung in einem Körper auf Grund eines Temperaturgefälles). Die analytische Lösung dieser Gleichung ist in vielen Fällen nicht möglich. Heute berechnet man technisch relevante Wärmeleitaufgaben mit Hilfe der Finite-Elemente-Methode. Als Resultat kennt man die zeitliche wie räumliche Temperaturverteilung (Temperaturfeld). Damit kann man zum Beispiel auf das räumliche Ausdehnungsverhalten der Bauteile schließen, das seinerseits wieder den örtlichen Spannungszustand mitbestimmt. So wird die Temperaturfeldrechnung zu einer wichtigen Grundlage für alle technischen Auslegungsaufgaben, bei denen die thermische Bauteilbelastung nicht vernachlässigt werden kann.
In inhomogenen Medien mit Wärmequellen lautet die Wärmeleitungsgleichung
{\displaystyle \rho ({\vec {r}})\cdot c({\vec {r}})\cdot {\frac {\partial T({\vec {r}},t)}{\partial t}}\ =\nabla \cdot \left[\lambda ({\vec {r}})\cdot \nabla T({\vec {r}},t)\right]+q({\vec {r}})}
wobei {\displaystyle \nabla } der Nabla-Operator, {\displaystyle \rho } die Massendichte, {\displaystyle c} die spezifische Wärmekapazität, {\displaystyle \lambda } die Wärmeleitfähigkeit und {\displaystyle q} der pro Volumen durch externe oder interne Quellen eingebrachte Wärmestrom ist.

## Berechnungsverfahren von stationären Wärmeleitvorgängen mittels Formkoeffizienten
In Körpern, an deren Oberflächen konstante thermische Bedingungen 1. Art (Oberflächentemperatur), 2. Art (Wärmestromdichte) oder 3. Art (Fluidtemperatur und Wärmeübergangskoeffizient) vorliegen, bilden sich in der Regel sehr komplizierte Temperaturfelder aus. In Sonderfällen lassen sich diese analytisch durch Lösen der Laplaceschen Differenzialgleichung berechnen. In der Regel werden jedoch numerisch arbeitende Simulationsmodelle verwendet. Mit Kenntnis des Temperaturfeldes sind auch die Wärmeströme bestimmbar. In zahlreichen Fällen interessieren den Anwender ohnehin nur die sich an den Körperoberflächen einstellenden Wärmeströme und/oder die Temperaturen an bestimmten Orten innerhalb des Festkörpers. Ist ein solcher Körper mit den angrenzenden thermischen Bedingungen für solche Zustände, die untereinander keine Linearkombinationen darstellen, untersucht worden, so lässt sich daraus eine Formkoeffizientenmatrix ermitteln. Mit dieser einmalig bestimmten Matrix von Formkoeffizienten können dann beispielsweise für veränderliche Oberflächen- oder angrenzende Fluidtemperaturen oder aber für aufgeprägte Wärmestromdichten mit einfachen Kalkulationsprogrammen die Wärmeströme an den Oberflächen und ausgewählte Ortstemperaturen innerhalb des Festkörpers bestimmt werden.

## Mechanismen
| Material      | Wärmeleitfähigkeit bei 20 °C in W/(m·K) |
| ------------- | --------------------------------------- |
| Silber (rein) | 430                                     |
| Kupfer (rein) | 403                                     |
| Eisen (rein)  | 83,5                                    |
| Glas          | 0,76                                    |
| Wasser        | 0,58                                    |
| Öl            | 0,145                                   |
| Luft          | 0,0261                                  |
| Xenon         | 0,0051                                  |
| Helium        | 0,151                                   |

### Dielektrische Festkörper
In dielektrischen Festkörpern (Isolatoren) geschieht die Wärmeleitung nur durch Gitterschwingungen, die Phononen. Die Bewegung der Atome wird dabei von Nachbar zu Nachbar weitergeleitet. Alle Elektronen sind an Atome gebunden und können deshalb keinen Beitrag zur Wärmeleitung liefern. Bei sehr tiefen Temperaturen wird die Wärmeleitfähigkeit von nichtmetallischen kristallinen Festkörpern durch Grenzflächenstreuung begrenzt.
Bestimmte kristalline Stoffe können wegen der Phononenresonanz in bestimmten Temperaturbereichen eine vergleichsweise sehr hohe Wärmeleitfähigkeit aufweisen. Beispiele sind bei Raumtemperatur Berylliumoxid-Keramik (um 300 W/(m·K), Kupfer (um 380 W/(m·K) oder Diamant (> 1000 W/(m·K)).

### Elektrisch leitfähige Festkörper
In elektrisch leitfähigen Körpern wie zum Beispiel Metallen können die Elektronen auch Wärme transportieren und somit zur Wärmeleitung beitragen. In Metallen überwiegt sogar die Wärmeleitung durch die Elektronen. Dieser Zusammenhang führt zum Wiedemann-Franzschen Gesetz. Bessere elektrische Leiter wie Kupfer übertragen die Wärme deshalb besser als schlechtere elektrische Leiter wie Eisen. Im supraleitenden Zustand tragen die Elektronen nicht mehr zur Wärmeleitung bei – Supraleiter sind also keine guten Wärmeleiter.

### Flüssigkeiten und Gase
Nach der kinetischen Gastheorie wird die Wärmeleitung von Gasen durch die Energieübertragung durch Stöße zwischen den Wänden und den Gasteilchen beschrieben.
Die Wärmeleitfähigkeit berechnet sich demnach zu
{\displaystyle \lambda ={\frac {1}{3}}\cdot c_{v}\cdot \rho \cdot v\cdot l}
{\displaystyle \lambda \propto {\sqrt {\frac {T}{m}}}}
Hierbei stehen die einzelnen Formelzeichen für folgende Größen:
- {\displaystyle \lambda }: Wärmeleitfähigkeit (temperaturabhängige Stoffgröße)
- {\displaystyle c_{v}}: spezifische Wärmekapazität bei konstantem Volumen
- {\displaystyle \rho }: Dichte des Gases (temperaturabhängig)
- {\displaystyle v}: mittlere Geschwindigkeit der Gasmoleküle (temperaturabhängig)
- {\displaystyle l}: mittlere freie Weglänge der Gasmoleküle
- {\displaystyle T}: Temperatur des Gases
- {\displaystyle m}: Masse eines Gasmoleküls

Eine Erhöhung des Druckes verkleinert die freie Weglänge im gleichen Maße wie sich die Dichte erhöht, so dass die Wärmeleitfähigkeit gleich bleibt. Mit zunehmender Temperatur steigt die Wärmeleitfähigkeit. Leichte Atome bzw. Moleküle leiten die Wärme besser als schwere, da sie sich bei gleichem Energiegehalt schneller bewegen.
Im Gegensatz zur Konvektion bilden sich bei reiner Wärmediffusion in Flüssigkeiten und Gasen keine Wirbel.
Im Allgemeinen gelten Gase als schlechte Wärmeleiter. Die Wärmeleitfähigkeit von Flüssigkeiten liegt im Allgemeinen ungefähr eine Zehnerpotenz über der von Gasen. Als Beispiel zeigt die Tabelle die Wärmeleitfähigkeit verschiedener Stoffe bei einer Temperatur von 20 °C in W/(m·K) (eine ausführliche Tabelle befindet sich im Artikel zur Wärmeleitfähigkeit).
Bei sehr kleinen Drücken verliert der Begriff der mittleren freien Weglänge seinen Sinn und obige Formeln sind nicht mehr anwendbar. Die übertragende Energie ist proportional zur Stoßzahl der Gasteilchen mit der Wandung und wird dann um so kleiner, je geringer die Dichte des Gases ist. Das ist die Grundlage der Thermosflaschen. Im Artikel Vakuum findet sich eine Tabelle mit typischen  mittleren freien Weglängen für verschiedene Druckbereiche.

### Suprafluide
In Suprafluiden erfolgt der Wärmetransport nicht wie üblich durch Diffusion, sondern durch Temperaturpulse mit Wellencharakter. Dieser Effekt wird zweiter Schall genannt.

## Analogie zu elektrischen Größen
Thermische Größen haben Analogien zu elektrischen Größen, die sich auch in ihren Namen zeigen:
| Wärmefluss                          | Wärmefluss                                            | Wärmefluss | Elektrischer Strom                                    | Elektrischer Strom                                | Elektrischer Strom                               |
| ----------------------------------- | ----------------------------------------------------- | ---------- | ----------------------------------------------------- | ------------------------------------------------- | ------------------------------------------------ |
| Temperaturdifferenz                 | {\displaystyle \Delta T}                              | K          | Elektrische Potentialdifferenz = Elektrische Spannung | {\displaystyle \Delta \varphi } {\displaystyle U} | V                                                |
| Wärme(menge)                        | {\displaystyle Q}                                     | J          | Elektrische Ladung                                    | {\displaystyle Q}                                 | C                                                |
| Wärmekapazität                      | {\displaystyle C_{\mathrm {th} }=Q/\Delta T}          | J/K        | Elektrische Kapazität                                 | {\displaystyle C=Q/U}                             | F = C/V                                          |
| Wärmestrom                          | {\displaystyle {\dot {Q}}}                            | W = J/s    | Elektrischer Strom                                    | {\displaystyle I={\dot {Q}}}                      | A = C/s                                          |
| Wärmestromdichte                    | {\displaystyle {\dot {q}}={\dot {Q}}/A}               | W/m2       | Elektrische Stromdichte                               | {\displaystyle j=I/A}                             | A/m2                                             |
| Wärmewiderstand                     | {\displaystyle R_{\mathrm {th} }=\Delta T/{\dot {Q}}} | K/W        | Elektrischer Widerstand                               | {\displaystyle R=U/I}                             | Ω = V/A                                          |
| Wärmeleitwert                       | {\displaystyle G_{\mathrm {th} }={\dot {Q}}/\Delta T} | W/K        | Elektrischer Leitwert                                 | {\displaystyle G=I/U}                             | S = 1/Ω = A/V                                    |
| Wärmedurchlasswiderstand            | {\displaystyle R=l/\lambda }                          | K·m2/W     | flächenbezogener Widerstand                           | {\displaystyle R\cdot A=l/\sigma }                | Ω·m2 = V·m2/A                                    |
| Wärmedurchlasskoeffizient           | {\displaystyle 1/R=\lambda /l}                        | W/(K·m2)   | flächenbezogener Leitwert                             | {\displaystyle G/A=\sigma /l}                     | S/m2 = A/(V·m2)                                  |
| Wärmeübergangswiderstand            | {\displaystyle R_{s}}                                 | K·m2/W     | flächenbezogener Widerstand an der Kontaktfläche      | flächenbezogener Widerstand an der Kontaktfläche  | flächenbezogener Widerstand an der Kontaktfläche |
| Wärmeübergangskoeffizient           | {\displaystyle 1/R_{s}}                               | W/(m2·K)   | flächenbezogener Leitwert an der Kontaktfläche        | flächenbezogener Leitwert an der Kontaktfläche    | flächenbezogener Leitwert an der Kontaktfläche   |
| Wärmedurchgangswiderstand           | {\textstyle R_{T}=R+\sum _{i}R_{s,i}}                 | K·m2/W     | flächenbezogener Widerstand insgesamt                 | flächenbezogener Widerstand insgesamt             | flächenbezogener Widerstand insgesamt            |
| Wärmedurchgangskoeffizient (U-Wert) | {\displaystyle 1/R_{T}}                               | W/(m2·K)   | flächenbezogener Leitwert insgesamt                   | flächenbezogener Leitwert insgesamt               | flächenbezogener Leitwert insgesamt              |
| Wärmeleitfähigkeit                  | {\displaystyle \lambda =1/R_{\lambda }}               | W/(m·K)    | Elektrische Leitfähigkeit                             | {\displaystyle \sigma =1/\rho }                   | S/m                                              |
| Spezifischer Wärmewiderstand        | {\displaystyle R_{\lambda }=1/\lambda }               | K·m/W      | Spezifischer Widerstand                               | {\displaystyle \rho =1/\sigma }                   | Ω·m                                              |

## Beispiele
- Bei einem Heizkörper, Wärmerohr oder Tauchsieder gelangt die Wärmeenergie aus dem heißen Innenraum mittels Wärmeleitung durch das Gehäuse nach außen.
- Bei einem Lötkolben muss zwischen Heizelement und Spitze ein gut leitendes Metall wie Kupfer zur Übertragung der Wärmeenergie eingebaut werden. Andere Metalle wie Eisen leiten die Wärme nicht gut genug.
- Beim Stirlingmotor bzw. Heißgasmotor muss – im Gegensatz zum Ottomotor – die gesamte Antriebsenergie von der äußeren Wärmequelle mittels Wärmeleitung auf das Arbeitsgas im Zylinderraum übertragen werden. Die Wärmeleitfähigkeit der verwendeten Materialien begrenzt die maximal erzielbare Leistung des Stirlingmotors.
- Kühlschränke werden mit Glaswolle oder geschäumtem Polystyrol ummantelt, um den Wärmestrom von außen nach innen möglichst gering zu halten.
- In einer Thermoskanne oder einem Vakuumröhrenkollektor für Solaranlagen wird u. a. Vakuum eingesetzt, um Konvektion und Wärmeleitung zu verhindern.
- Bei Fenstern verwendet man Mehrscheiben-Isolierglas mit sehr geringem Wärmedurchgangskoeffizient, um mit dem Wärmeverlust die Heizkosten gering zu halten (siehe auch Energieeinsparverordnung). In dem Fall wird der Abstand so gewählt, dass die Luft/Gasschicht ausreichend dick ist (Gase sind schlechte Wärmeleiter), jedoch dünn genug, dass keine nennenswerte Konvektion stattfindet.